# Anchiano

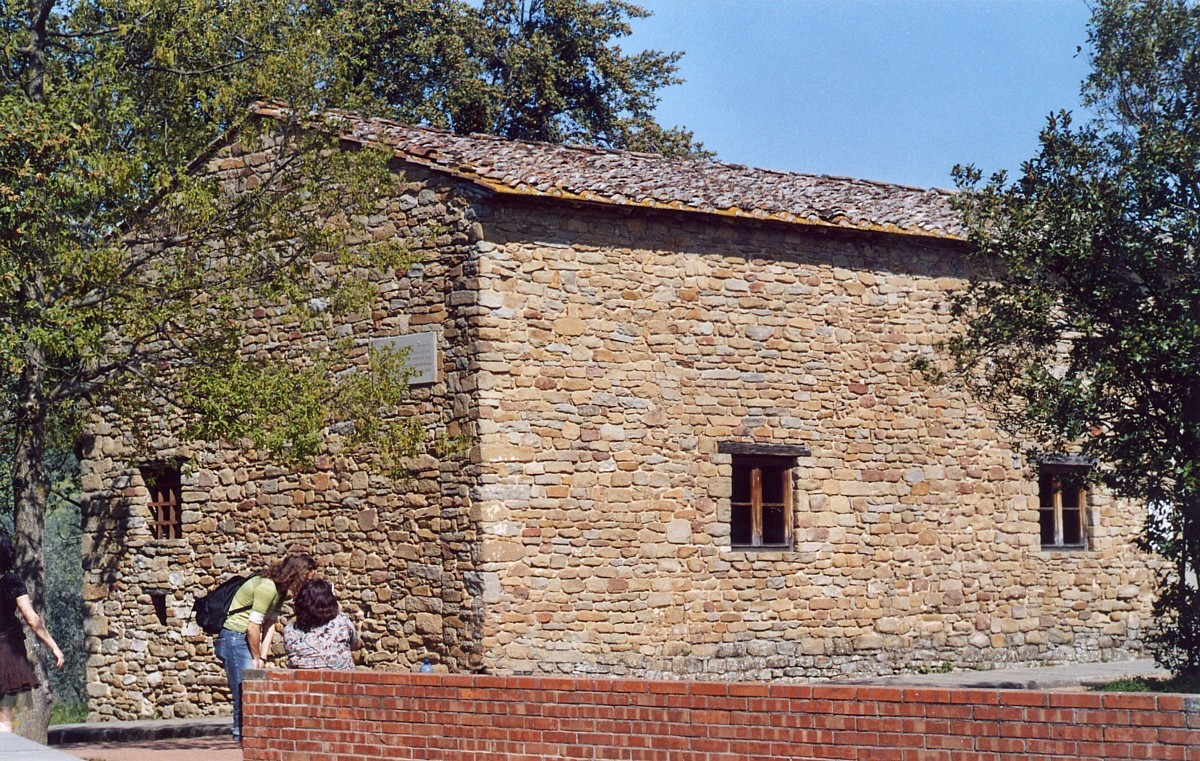
Casa de Leonardo da Vinci

Anchiano és una frazione del municipi de Vinci, prop de Florència, Itàlia. Segons alguns historiadors Leonardo da Vinci nasqué en una casa d'Anchiano, segons altres fou al poble de Vinci. La casa on nasqué Leonardo Da Vinci es troba entre Anchiano i Faltognano, a 3 quilòmetres de Vinci. Anchiano és un poble petit del mont Montalbano a la Toscana. Des del 1932 Montalbano pertany a la zona vinícola del Chianti Montalbano. És una àrea rural amb poques cases. Els paisatges d'Anchiano s'han mantingut iguals a como eren en temps de Leonardo: com que aquesta àrea ha estat molt poc urbanitzada no hi ha hagut grans canvis al llarg dels segles. L'economia del poble es basa en vinyes i oliveres, que dominen el paisatge.